# Eoraptor
Eoraptor ("lladre de l'alba") és un gènere de dinosaure, probablement teròpode, que visqué a Sud-amèrica (i potser a Sud-àfrica) entre mitjans i finals del període Triàsic, fa uns 230-225 milions d'anys.
L'Eoraptor fou un minúscul predador que mesurava 1 metre de longitud i 30 centímetres d'alçada, pesant només 9 quilograms.
L'Eoraptor fou descobert l'any 1991, quan un estudiant argenti, Ricardo Martínez, estava treballant amb un grup de científics al Valle de la Luna, situat a la conca de Ischigualasto. Notà una roca que li cridà especialment l'atenció i, després d'observar-la detingudament, descobrí que hi estaven adherits dues petites dents fossilitzades. Anys més tard, una comissió paleontològica de la Universitat de Chicago i del Museu de Ciències Naturals de San Juan desenterrà un esquelet gairebé complet al que se'l considerà un dels dinosaures més primitius mai trobat. L'animal fou anomenat Eoraptor per Paul C. Sereno, Kristina Curry-Rogers, Katherine Forster i Monetta l'any 1993.